# Echinacea
|  | Per a altres significats, vegeu «Equinacis». |

Echinacea és un gènere del plantes que comprèn 11 tàxons (9 espècies i 2 sub-espècies), tots originaris de l'Amèrica del Nord. D'aquest gènere de la família de les asteràcies són tres espècies molt comunes per la seva fama en herboristeria i els seus usos etnobotànics: Echinacea angustifolia (equinàcia, en català), Echinacea purpurea i Echinacea pallida.

## Etimologia
El seu nom deriva de la paraula grega echino (espinós) aplicat al seu disc central.

## Descripció
L'Echinacea és una planta d'1 metre d'alçada amb una flor groga, rosa i a vegades, blanca. El centre de la flor està recobert de puntes punxegudes.

## Ús
Espècies d'aquest gènere, especialment E. purpurea, E. angustifolia i E. pallida, són cultivades com a plantes ornamentals de jardí. Algunes espècies s'empren en la restauració de praderies i altres s'aprofiten per a farratges; la seva abundança en zones de pastura indica la bona salut del sòl de la zona.
El rizoma de l'Echinacea havia estat utilitzat pels indis de les planes d'Amèrica del Nord, i segurament en grau superior a qualsevol altra planta, per a l'elaboració de remeis medicinals. En els anys 30 del segle xx, l'Echinacea esdevingué popular a Europa i Amèrica del Nord alhora com a medicina popular. Se li atribueix la capacitat de reforçar les defenses del sistema immunitari de l'organisme i de prevenir les infeccions. Depenent de l'espècie utilitzada, hom prepara beuratges medicinals a partir de la tija i la flor, o bé de l'arrel. El principi actiu o compost químic actiu de l'Echinacea pel que fa a la seva acció benèfica per a la salut no ha estat encara isolat, per bé que la majoria de les espècies tenen un compost químic de la família dels fenols. Els àcids cichoric i caftàric són fenols presents a l'E. purpurea; l'echinacosid és un fenol present a les parts altes de les arrels de l'E. angustifolia i E. pallida. En la preparació de remeis, aquests fenols poden servir de marcadors per avaluar les quantitats d'Echinacea presents en el producte. Altres elements químics que poden ser d'importància són les alkamides i els polisacàrids.

## Taxonomia
- Echinacea angustifolia DC. var. angustifolia
- Echinacea angustifolia DC. var strigosa McGregor
- Echinacea atrorubens Nutt.
- Echinacea laevigata (Boynton i Beadle) Blake
- Echinacea pallida (Nutt.) Nutt.
- Echinacea paradoxa (Norton) Britton var. neglecta McGregor
- Echinacea paradoxa (Norton) Britton var. paradoxa
- Echinacea purpurea (L.) Moench
- Echinacea sanguinea Nutt.
- Echinacea simulata McGregor
- Echinacea tennesseensis (Beadle) Small